# DT Canum Venaticorum
DT Canum Venaticorum (DT CVn / HD 111604 / HR 4875) es una estrella en la constelación del Canes Venatici de magnitud aparente +5,89. Se encuentra a 388 años luz del sistema solar.
DT Canum Venaticorum es una estrella blanca de la secuencia principal de tipo espectral A3V cuya temperatura efectiva es de 7600 K.
Brilla con una luminosidad bolométrica 74 veces mayor que la del Sol, siendo su diámetro angular —estimado a partir de su flujo bolométrico— de 0,274 milisegundos de arco, lo que conlleva un diámetro unas 3,5 veces más grande que el diámetro solar.
Su velocidad de rotación proyectada es de 196 km/s.
Tiene una masa 2,6 veces mayor que la del Sol.
DT Canum Venaticorum es una estrella Lambda Bootis; este heterogéneo grupo está formado por estrellas con líneas metálicas débiles que muestran una carencia de elementos pesados —particularmente del grupo del hierro— con la clara excepción de carbono, nitrógeno, oxígeno y azufre.
La abundancia relativa de hierro en DT Canum Venaticorum es sólo el 8% de la existente en el Sol ([Fe/H] = -1,08 ± 0,04) e igual comportamiento muestran cromo, magnesio y silicio. Por el contrario, existe enriquecimiento de sodio en relación con el valor solar ([Na/H] = +0,45).
Se han detectado en DT Canum Venaticorum pulsaciones no radiales con un modo de oscilación alto (m ≈ 20). Las características de dichas pulsaciones circunnavegan la estrella cada 0,71 días.
La existencia de pulsaciones supone que el origen de las anomalías químicas en su superficie no puede provenir de los mismos procesos de difusión que tienen lugar en las estrellas Am, las cuales no son estrellas pulsantes.
DT Canum Venaticorum está catalogada como estrella variable Delta Scuti con una pequeña variación en su brillo de 0,03 magnitudes.